# Mouvement pour l'indépendance du Turkestan oriental

Le drapeau de la république du Turkestan oriental, hissé la 1re fois à Kachgar en 1933.

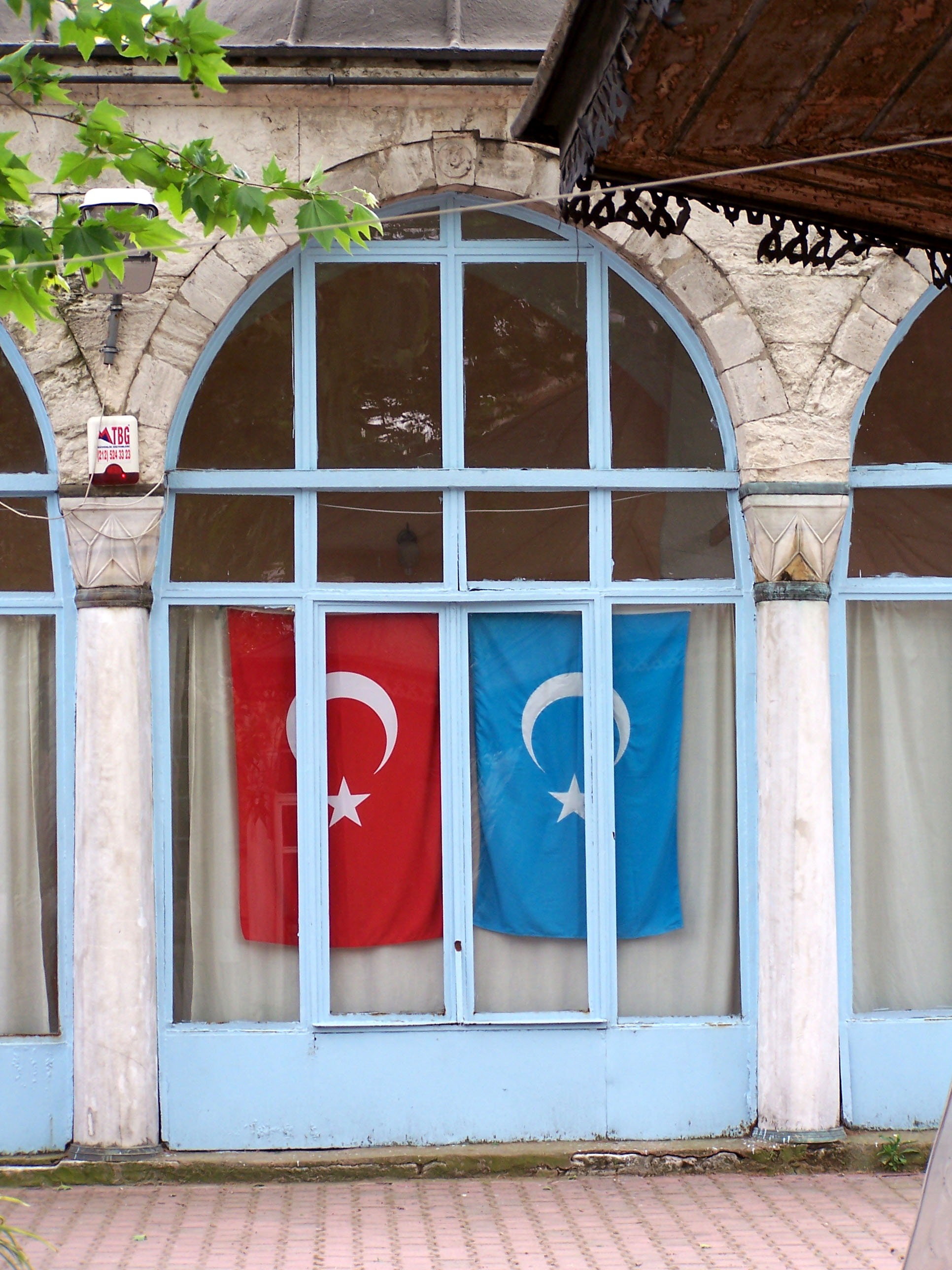
Drapeaux de la Turquie et du Turkestan oriental au Doğu Türkistan Vakfı-Kültür Merkezi (Centre culturel de la fondation du Turkestan oriental) dans le district de Fatih à Istanbul.

Drapeau de la seconde république du Turkestan oriental.

Emblème du Gouvernement en exil du Turkestan oriental.

Le mouvement d'indépendance du Turkestan oriental est une expression qui se réfère de façon générale aux organisations combattant ou militant pour un Xinjiang, ou Turkestan oriental indépendant, aussi appelé Ouïghourstan ou Turkestan chinois. Le mouvement indépendantiste s'est développé dans la première moitié du XXe siècle par une prise de conscience nationale des groupes ethniques du Xinjiang. D'inspiration panturque, le mouvement a également intégré des éléments communistes de type soviétique avant d'effectuer un virage nationaliste vers la fin des années 1980. Depuis la fin des années 1990, un nombre croissant d'organisations indépendantistes ouïghoures a vu le jour à l'extérieur de la Chine. Elles militent pour un Turkestan oriental indépendant en faisant prévaloir la démocratie et les droits de l'homme.
L’ethno-nationalisme au sein d’une partie de la population ouïghoure s'est notamment renforcé par la politique interne de la république populaire de Chine, caractérisée par l’afflux de population Han, l'omniprésence de la langue chinoise et la perception chez les Ouïghours d’une disparité économique et d’une exploitation des ressources du Xinjiang au profit des seuls Hans. Selon une partie des chercheurs contemporains, les franges les plus jeunes de la population ouïghoure seraient travaillées par le sentiment indépendantiste, bien qu'il soit difficile d’évaluer l’importance quantitative du mouvement.

## Origines
Initialement, le terme Turkestan se référait aux vallées d'Asie centrale situées entre les fleuves Syr-Daria et Amou-Daria où les anciens Turcs s'étaient établis. Aujourd'hui, c'est un terme géopolitique désignant les terres d'Asie centrale habitées par les peuples de langues turques. La partie occidentale du Turkestan fut conquise par l'Empire russe au XIXe siècle et devint le Turkestan occidental ou Turkestan russe. Avant le XIXe siècle, les sources chinoises utilisaient le terme "Xiyu " (Contrée d’Occident) pour qualifier la zone qui allait devenir le Xinjiang, ou Sinkiang. Le nom Turkestan oriental est utilisé en Occident, ainsi que par les indépendantistes ouïghours et les panturcs, pour désigner cette zone géographique.
Avant le XXe siècle, les villes du Turkestan oriental n'avaient guère d'identité nationale unifiée, accueillant les ethnies turcophones ouïghoure, kirghize, ouzbèke et kazakhe, mais aussi les Tadjiks persanophones. L'identité de cette région était fragmentée (ou locale), chaque ville ou village ayant ses propres racines, selon une cartographie composée d’« oasis » culturelles. Les contacts transfrontaliers avec la Russie, le Tibet, l'Inde et la Chine ont joué un rôle significatif dans le moulage de l'identité et les pratiques culturelles de chaque « oasis ».
Au début du XXe siècle, le panturquisme émergea avec pour but d'unifier les peuples turcophones par la création d'un État panturc s'étendant de l'Asie centrale à la Turquie. Le panislamisme se développa à la fin du XIXe siècle en appelant tous les pays et les peuples islamiques à créer un État islamique universel placé sous la direction du sultan turc. Au début du XXe siècle, Ahmet Kamel, natif de Turquie, vint au Xinjiang propager le panturquisme parmi la population locale, et certains Ouïghours éduqués en Turquie commencèrent à mener des missions panislamiques dans la région. Les idées induites par le panturquisme et le panislamisme devinrent rapidement les forces motrices du mouvement d'indépendance du Turkestan oriental. Sous l'influence de ces idées, les nationalistes se donnèrent pour objectif de séparer le Xinjiang de la Chine et créer un État islamique indépendant appelé Turkestan oriental. L'ethnonyme moderne "Ouïghour" s’est popularisé dans les années 1930 et a servi d’élément fondateur à l’identité ouïghoure moderne.

## Histoire du mouvement

### Avant 1949
Dans les années 1920, les cadres du mouvement d'indépendance furent contraints à l'exil par Yang Zengxin, le dixième gouverneur du Xinjiang, mais ils revinrent dans la province au début des années 1930. Une révolte paysanne ouïghoure éclata à Hami, à l'est du Xinjiang, donnant l'occasion aux cadres du mouvement de mettre en pratique leurs aspirations indépendantistes. À Kachgar, dans le sud du Xinjiang, avec l'aide de la Grande-Bretagne, la Première République du Turkestan oriental fut établie mais elle ne dura que trois mois, Mohammed Amin Bughra (en) étant la figure la plus influente de l'éphémère république.
Le Xinjiang, en tant que pivot de l'Eurasie, a été la cible de rivalités, comme part du Grand Jeu, entre les Empires russe et britannique pendant près d'un siècle. Durant les années 1930 et 1940, l'URSS, la Grande-Bretagne et le Japon intensifièrent leur 
influence dans la région en encourageant le panislamisme et le panturquisme local. Dans les années 1930, afin de maintenir l'influence soviétique hors d'Inde, la Grande-Bretagne appuya les Ouïghours à Kachgar dans la création de la première république, qui servit de zone tampon entre les deux puissances. Le Japon créa le Mandchoukouo en Mandchourie et tenta d'établir un État islamique au Xinjiang en appuyant Ma Zhongying, un seigneur de guerre musulman de Gansu. Cependant, bénéficiant d'un terrain géographique favorable, l'URSS appuya avec succès Sheng Shicai, un seigneur de guerre chinois du Xinjiang, qui écrasa Ma Zhongying avant de mettre un terme à la Première république.
À la fin de l'année 1944, l'autorité au Xinjiang était dans un état de transition, passant des mains de Sheng Shicai au Kuomintang. Profitant de l'absence d'autorité et avec l'assistance de l'URSS, les Ouïghours d'Ili, Tarbaghatai et Altay (les trois districts du nord-ouest du Xinjiang), déclenchèrent une révolte contre le Kuomintang. Ces événements amenèrent la création de la seconde république du Turkestan oriental qui exista jusqu'en 1949.
Au début des années 1940, faisant face à l'influence grandissante des États-Unis dans la région, et à l'affaiblissement de leur propre sphère d'influence, les Soviétiques encouragèrent le panislamisme local et aidèrent au succès de la révolte d'Ili de 1944. Elihan Tore, une figure influente musulmane, fut choisi pour diriger la seconde république. L'URSS utilisa sa position de force au Xinjiang comme un atout lors des négociations avec la Chine, qui débouchèrent sur le traité sino-soviétique de 1945. Le traité signé, l'anti-communiste Elihan Tore fut déposé et remplacé par un jeune chef musulman pro-soviétique à la tête de la RPO, ce qui permit à Staline de contrôler la jeune république. Lorsque l'Armée populaire de libération marcha sur le Xinjiang, la seconde république du Turkestan oriental fusionna avec le régime communiste chinois, les dirigeants restants de la RPO acceptant des postes importants dans l'administration communiste chinoise. Dans l'historiographie du Parti communiste chinois, la révolte musulmane d'Ili est interprétée comme la Révolution des Trois Districts anti-Kuomintang.

### De 1949 à 1990
Selon l'historien chinois David D. Wang, durant la période 1950-1981, le Xinjiang a été le théâtre de 19 incidents, qualifiés par le gouvernement chinois de "révoltes armées contre-révolutionnaires", et de 194 "cas contre-révolutionnaires" relatifs à des actions séparatistes. Sur la période allant de 1949 à 1990, deux phases sont à distinguer dans l'évolution du mouvement d'indépendance du Turkestan oriental.
La première phase s'inscrit dans le processus d'intégration du Xinjiang à la république populaire de Chine. Au début des années 1950, plusieurs "émeutes contre-révolutionnaires" se produisirent dans le sud Xinjiang, la plus sérieuse étant celle d'Hotan en 1954, dirigée par Abdul Imet, qui élabora un "programme pour une république islamique". Selon des sources officielles chinoises, la rébellion fut préparée par Mohammed Amin Bughra, à Hotan en 1949, alors qu'il était en partance pour l'Inde. À ce stade, les nouveaux dirigeants communistes Hans du Xinjiang n'étaient pas familiarisés à l'idéologie panislamique et panturque, et considérèrent les troubles comme des "complots impérialistes menés par des forces contre-révolutionnaires contre le gouvernement du peuple du Xinjiang".
La deuxième phase émergea lors de la détérioration des relations sino-soviétiques au début des années 1960. Les trois années (1959-1961) de désastre économique provoquèrent un fort mécontentement au sein de la population du Xinjiang, et en avril 1962, une partie de la population ouïghoure de Yili et Tacheng alla s'établir en URSS espérant un meilleur niveau de vie. Lorsque les autorités du Xinjiang tentèrent d'arrêter le flux, des Ouïghours se révoltèrent et détruisirent le siège du Parti communiste chinois à Yining. En 1968, des indépendantistes fondèrent le Parti révolutionnaire du peuple du Turkestan oriental qui appela à une deuxième Révolution des Trois Districts pour créer une république communiste indépendante. Selon la ligne officielle chinoise, la "main noire derrière les troubles du Xinjiang" était celle des Soviétiques. Jusqu'à la fin des années 1970, le Xinjiang était considéré par les autorités de Pékin comme la ligne de front de sa lutte contre le révisionnisme contemporain avec l'URSS comme cible. La deuxième phase se termina avec l'effusion de sang dans le village de Baren (combat de Baren), district d'Akto, au sud de Kachgar. Entre 1987 et 1990, le Xinjiang connut plus de 200 attentats à la bombe, dirigés surtout contre des bâtiments officiels et des bureaux du contrôle des naissances.

### De 1990 à aujourd'hui
En 1990, 2000 fermiers du village de Baren se révoltèrent sous la direction de Zeydin Yussuf, chef local d'un groupe armé appelant à l'indépendance du Turkestan oriental. Pour la première fois, les autorités accusaient publiquement un groupe islamiste - le Parti islamique du Turkestan oriental, jusque-là inconnu - d'être à l'origine de ce que le gouvernement chinois qualifia de révolte préméditée d'inspiration religieuse. Les dirigeants du parti communiste chinois du Xinjiang refusèrent de reconnaitre la réalité du mouvement indépendantiste du Turkestan oriental avant 1990 et l'incident de Baren. Dans le premier numéro du Bulletin d'Information du Turkestan oriental de mai 1991, Isa Yusuf Alptekin écrivit ce message à ses partisans : « Notre lutte nationale pour l'autodétermination sera indubitablement menée à l'intérieur des frontières du Turkestan oriental. Nous ne manquons pas d'énergie pour contribuer à notre lutte nationale ». En 1990, la Ligue islamique mondiale pour l'Unification, une organisation panislamique d'Asie centrale, appela à soutenir le mouvement du Turkestan oriental afin qu'il réalise l'indépendance du Xinjiang dans les années 1990. Une stratégie violente fut adoptée en 1992 par certaines organisations séparatistes afin d'accélérer le mouvement. En 1993, il y eut plus de 17 explosions de bombes dans la seule ville de Kachgar et en 1994 trois grosses explosions à Aksu.
L'ouverture de la Chine profita au Mouvement d'Indépendance, le Xinjiang devenant plus accessible aux militants en exil. En conséquence, le message des indépendantistes se diffusa largement au Xinjiang et l'islam devint un outil pour réaliser l'indépendance. À partir des années 1990, des oulémas utilisèrent les mosquées pour appeler au jihad contre les autorités. Les écoles coraniques, ou madrassas, se multiplièrent, et l'islamisme se renforça par l'effondrement de l'Union soviétique en 1991 et l'indépendance des ex-républiques soviétiques musulmanes du Turkestan occidental. La Guerre d'Afghanistan de 1979-1989 permit également à des centaines de jeunes Ouïghours de s'initier au jihad en combattant les Soviétiques aux côtés des moudjahidines afghans.
Les autorités chinoises tentèrent de réglementer la pratique de l'islam en l'encadrant officiellement. Les Oulémas non enregistrés par les autorités devinrent interdits de prêche et les écoles coraniques sans licence gouvernementale étaient déclarées illégales. En août 1995, le gouvernement interdit les meshreps, sorte de réunions de villages qui fleurissaient au Xinjiang depuis 1994. En février 1997, lorsque la police chinoise arrêta deux étudiants musulmans ouïghours pour "activités religieuses illégales" dans une mosquée de Yining, des émeutes éclatèrent. Elles se terminèrent par des affrontements inter-ethniques et l'intervention de la police anti-émeute et de l'armée.

## Cadres historiques du mouvement
Masud Sabri (1888-1952) : L'une des figures clefs du mouvement à ses débuts. Il embrassa en Turquie le panturquisme et le panislamisme qu'il diffusa au Xinjiang dans les années 1920. Après plusieurs années en exil, il revint au Xinjiang en 1945 et s'allia au Kuomintang. Il mourut dans une prison communiste à Urumqi.
Mohammed Amin Bughra (1901-1965) : La figure la plus influente de la Première République. Après l'effondrement de cette dernière, il partit en Inde où il écrivit son Histoire du Turkestan oriental. Il revint au Xinjiang dans les années 1940, allié au Kuomintang, et s'enfuit en 1949 en Turquie où il continua son combat jusqu'à sa mort.
Exmetjan Qasim (1914-1949) : L'un des chefs de la révolte d'Ili de 1944. Entre 1946 et 1949, il exerça la fonction de vice-président du gouvernement issu de la coalition entre le Kuomintang et le régime d'Ili. En août 1949, il trouve la mort avec trois autres chefs de la révolte d'Ili dans un accident d'avion en territoire soviétique alors qu'il se rendait à Pékin à la Conférence consultative politique du peuple chinois. Après l'effondrement de l'Union soviétique, d'anciens responsables du KGB révélèrent que les passagers avaient été tués sur ordre de Staline à Moscou à la fin du mois d'août 1949, conformément à un accord entre Staline et Mao Zedong.
Isa Yusuf Alptekin (1901-1995) : Politicien ouïghour qui embrassa le panturquisme et le panislamisme lors d'un voyage en Turquie dans les années 1930. Il fut membre du gouvernement de coalition du Xinjiang de 1947 à 1949. Alptekin a été la figure la plus influente du Mouvement d'indépendance du Turkestan oriental en Turquie après la mort de Bughra. Après sa mort, son fils aîné, Erkin Alptekin, devint le président de l'Union du Turkestan oriental.

## Principaux groupes armés
- Parti révolutionnaire du peuple du Turkestan oriental
- Parti islamique du Turkestan
- Organisation de libération du Turkestan oriental

## Organisations en exil
Selon le chercheur américain Dru Gladney, à la fin des années 1990, il existait au moins neuf organisations ouïghoures en exil réparties dans le monde. Depuis le début des années 2000, des dizaines d'organisations avec un programme démocratique ont vu le jour, principalement en Amérique du Nord et en Europe. Munich est la ville d'Europe qui possède la plus grande population ouïghoure et qui accueille le plus d'organisations. Aujourd'hui, par l'intermédiaire de la National Endowment for Democracy, le Département d'État des États-Unis finance la plupart des organisations indépendantistes ouïghoures militant pour un État démocratique.
- 1991 : Fondation à Munich de l'Union du Turkestan oriental en Europe par Erkin Alptekin, présidée aujourd'hui par Dolqun Eysa.
- 1996 : Fondation à Munich du Centre d'information du Turkestan oriental avec pour programme "La liberté, l'indépendance et la démocratie". Le centre est considéré comme une organisation terroriste par la Chine qui l'accuse d'être financé par Al-Qaïda.
- 1998 : Fondation à Washington de l'Association américaine ouïghoure. L'association se donne pour mission d'attirer l'attention internationale sur le Turkestan oriental et parvenir à l'indépendance par des moyens pacifiques et démocratiques. L'AOA est présidée par Rebiya Kadeer.
- 2000 : Fondation à Toronto de la Société canadienne ouïghoure qui se donne pour mission la promotion de la démocratie et des droits de l'homme pour les Ouïghours du Turkestan oriental.
- 2003 : Fondation du Comité ouïghour suédois militant pour l'indépendance du Turkestan oriental par des moyens démocratiques et condamnant toute violence y compris séparatiste.
- 2004 : Fondation à Munich du Congrès mondial des Ouïghours. L'organisation déclare "représenter l'intérêt collectif du peuple ouïghour" à l'intérieur et à l'extérieur des frontières du Xinjiang. Le congrès est présidé par Rebiya Kadeer.
- 2004 : Fondation à Washington du Gouvernement en exil du Turkestan oriental présidé par Anwar Yusuf Turani, également président du Centre national de la liberté du Turkestan oriental. L'organisation déclare représenter le gouvernement de la république du Turkestan oriental en exil.